# Trumau
Trumau osztrák mezőváros Alsó-Ausztria Badeni járásában. 2022 januárjában 3753 lakosa volt. 

## Elhelyezkedése

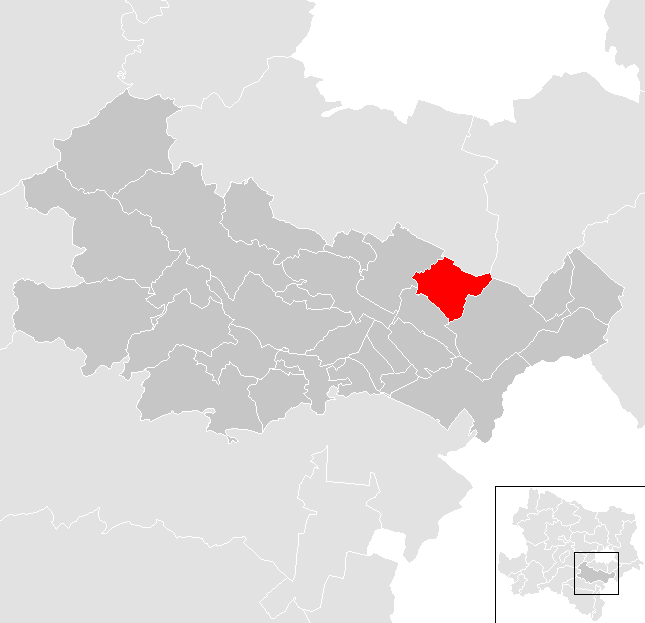
Trumau a Badeni járásban

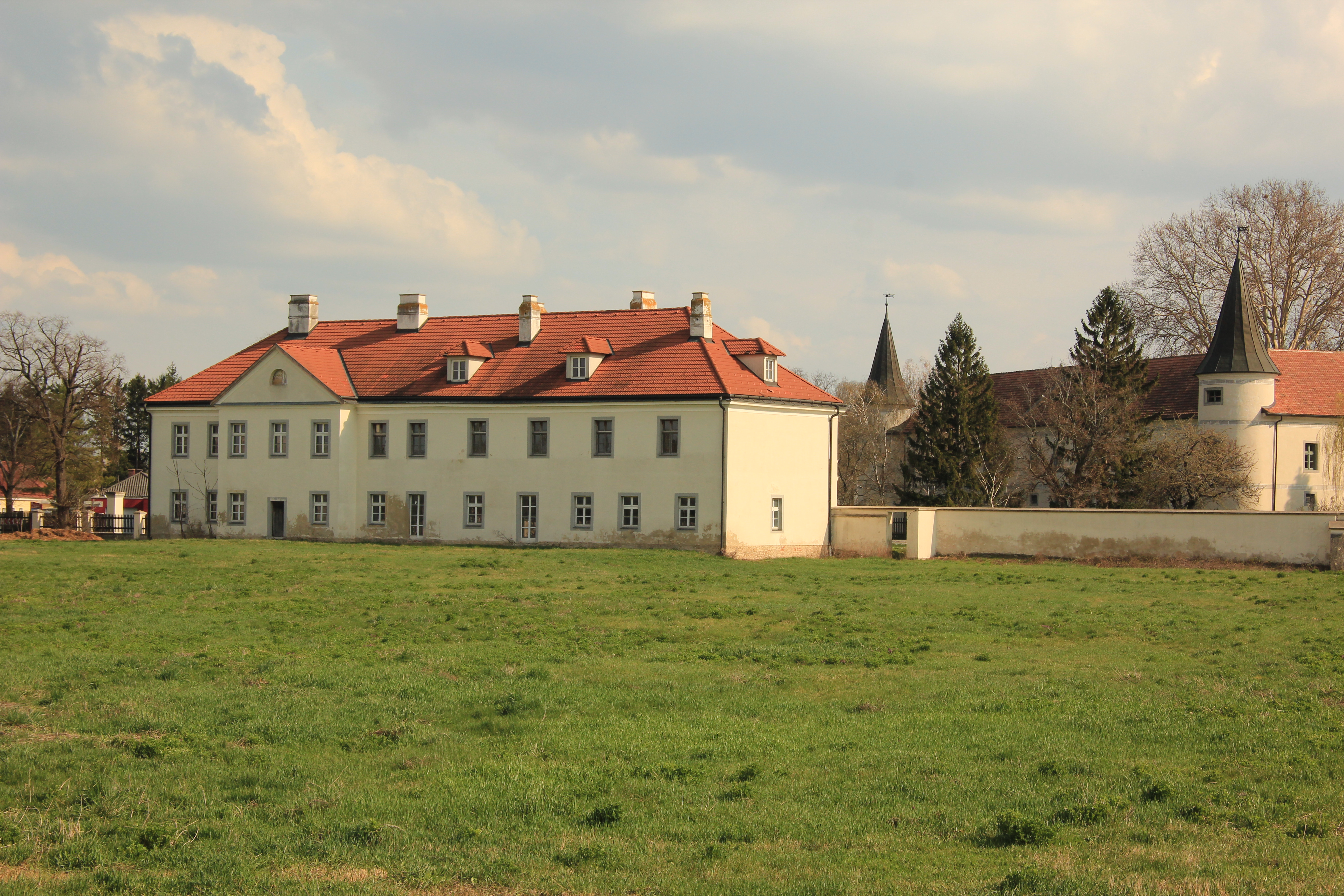
A trumaui kastély

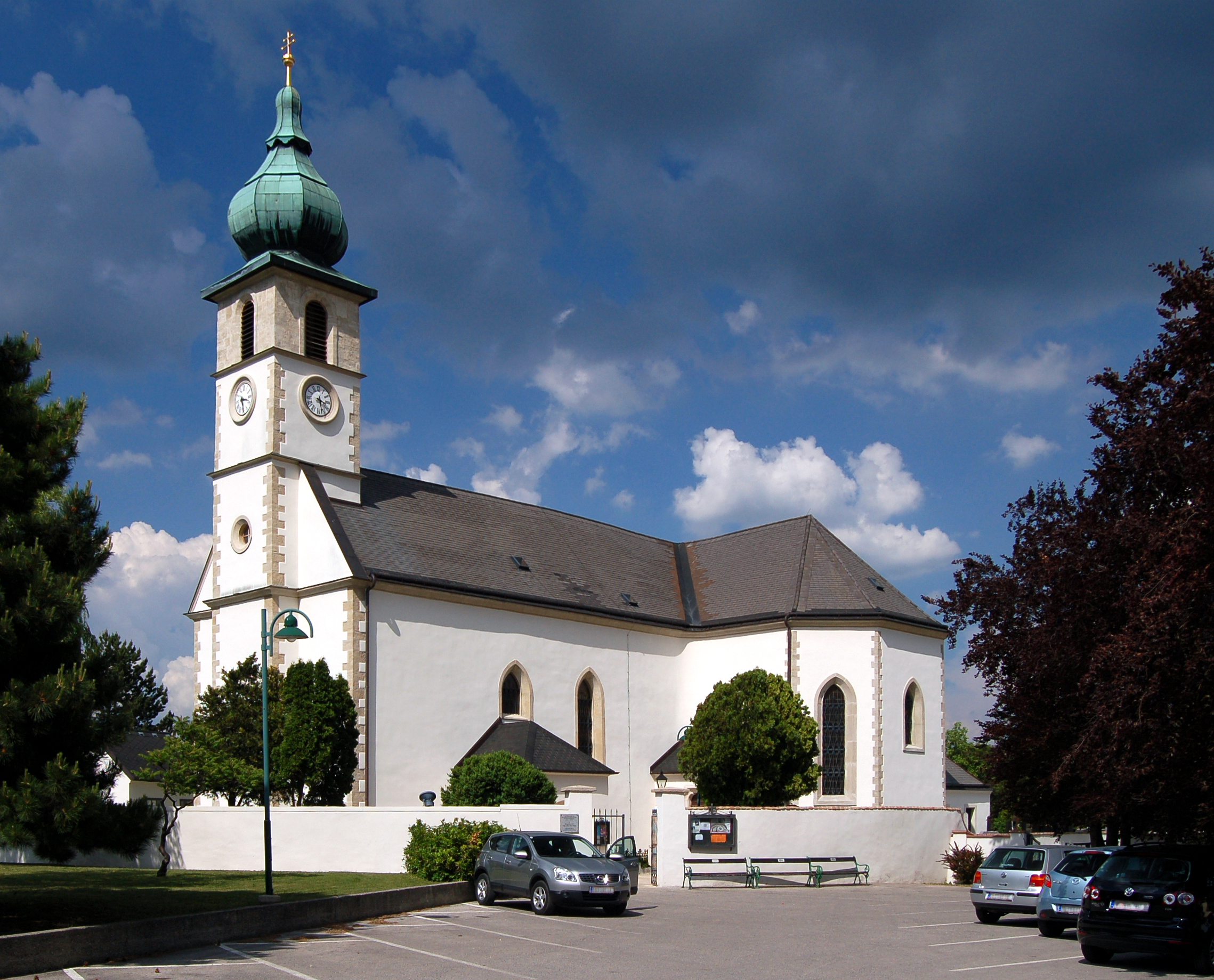
A Keresztelő Szt. János-plébániatemplon

Trumau a tartomány Industrieviertel régiójában fekszik, a Triesting folyó mentén, a Bécsi-medencében. Területének 5,6%-a erdő, 78,6% áll mezőgazdasági művelés alatt. Az önkormányzathoz egyetlen katasztrális község és két település tartozik: Trumau (3753 lakos) és Hürbenau (0).
A környező önkormányzatok: délkeletre Ebreichsdorf, délnyugatra Oberwaltersdorf, északnyugatra Traiskirchen, északra Münchendorf, északkeletre Himberg.

## Története
A települést IV. Lipót őrgróf alapította a heiligenkreuzi kolostornak tett adománya révén. Először 1139-ben említik. 
Trumaut a 15. század végén Mátyás magyar király hadai kifosztották, Bécs 1529-es és 1683-as ostromakor pedig a törökök pusztították el. 1550-1600 között horvát földművesekkel telepítették újra. 1588-ban önálló egyházközséggé vált, ugyanebben az évben szentelték fel új templomát. 1621-ben Bethlen Gábor csapatai felégették Trumau várát. 1667-re újjáépítették, de Bécs második török ostromakor az épület ismét súlyos károkat szenvedett. 
Temetőjében szovjet katonai temető található, ahová egy tömegsírba ismeretlen számú katonát temettek 1945 áprilisában. 

## Lakosság
A trumaui önkormányzat területén 2021 januárjában 3753 fő élt. A lakosságszám 1951 óta gyarapodó tendenciát mutat. 2020-ban az ittlakók 84,1%-a volt osztrák állampolgár; a külföldiek közül 2,2% a régi (2004 előtti), 7,8% az új EU-tagállamokból érkezett. 3,2% az egykori Jugoszlávia (Szlovénia és Horvátország nélkül) vagy Törökország, 2,6% egyéb országok polgára volt. 2001-ben a lakosok 68,9%-a római katolikusnak, 4% evangélikusnak, 2,2% ortodoxnak, 2,8% mohamedánnak, 20% pedig felekezeten kívülinek vallotta magát. Ugyanekkor a legnagyobb nemzetiségi csoportokat a németek (86,7%) mellett a szerbek (2,8%), horvátok (2,6%), magyarok (2,2%) és törökök (1,6%) alkották.
A népesség változása:

| 2016 | 3 629 |
| 2018 | 3 640 |

## Látnivalók
- a trumaui kastély
- a Keresztelő Szt. János-plébániatemplom
- az 1720-1730 között emelt pestisemlékmű

## Fordítás
- Ez a szócikk részben vagy egészben  a   Trumau című német Wikipédia-szócikk ezen változatának fordításán alapul.  Az eredeti cikk szerkesztőit annak laptörténete sorolja fel. Ez a jelzés csupán a megfogalmazás eredetét és a szerzői jogokat jelzi, nem szolgál a cikkben szereplő információk forrásmegjelöléseként.